# Yffiniac
 Yffiniac  (en bretón Ilfinieg , en galó Finia) es una población y comuna francesa, en la región de Bretaña, departamento de Costas de Armor, en el distrito de Saint-Brieuc y cantón de Langueux.

## Demografía
| 1700 | 1702 | 1,950 | 2,252 | 2,895 | 3,185 | 3,510 | 3,842 |
| Para los censos de 1962 a 1999 la población legal corresponde a la población sin duplicidades (Fuente: INSEE [Consultar]) |      |       |       |       |       |       |       |

Forma parte de la aglomeración urbana de Saint-Brieuc.